# Joaquín Frade Eiras
Blahoslavený Joaquín Frade Eiras, řeholním jménem Berardo (Berard) z Visantoni (5. dubna 1878, Visantoña – 14. srpna 1936, Jove), byl španělský římskokatolický kněz, řeholník Řádu menších bratří kapucínů a mučedník.

## Život
Narodil se 5. dubna 1878 ve Visantoñe.
Dne 28. listopadu 1900 vstoupil do noviciátu kapucínů a přijal jméno Berardo. Časné sliby složil roku 1901 a věčné roku 1904. Dne 10. října 1905 přijal kněžské svěcení. Získal doktorát z filozofie a licenciát z kanonického práva, poté začal působit jako učitel. Působil také jako provinční definitore a představený kláštera. V letech 1919-1922 byl provinciálem kapucínů. Roku 1936 vypukly nepřátelské boje proti katolické církvi. Dne 21. července byl s dalšími čtyřmi spolubratry (bl. Ildefonso z Armellady, Arcángel z Valdavidy, Alejo z Terradillos a Eusebio ze Saludes) zatčen a uvězněn v jezuitském kostele. Dne 14. srpna byli bratři zastřeleni. Před smrtí otec Eiras zvolal Viva Cristo Rey! (Ať žije Kristus Král!).

## Proces blahořečení
Proces jeho blahořečení byl zahájen roku 1954 v arcidiecézi Madrid spolu s dalšími jedenatřiceti spolubratry kapucíny.
Dne 27. března 2013 uznal papež František jejich mučednictví. Blahořečeni byli 13. října 2013 ve skupině 522 španělských mučedníků.